# Birth of the Cool
Birth of the Cool je kompilační album amerického jazzového trumpetisty Milese Davise, vydané v roce 1957 prostřednictvím hudebního vydavatelství Capitol Records. Skladby pocházejí z období ledna a dubnu 1949 a března 1950; nahrány byly ve studiu WOR Studios v New Yorku.

## Seznam skladeb

### CD verze
1. „Move“ (Denzil Best, aranžmá John Lewis) – 2:32
2. „Jeru“ (Gerry Mulligan) – 3:10
3. „Moon Dreams“ (Chummy MacGregor, Johnny Mercer, aranžmá Gil Evans) – 3:17
4. „Venus de Milo“ (Mulligan) – 3:10
5. „Budo“ (Miles Davis, Bud Powell, aranžmá Lewis) – 2:32
6. „Deception“ (Davis, aranžmá Mulligan) – 2:45
7. „Godchild“ (George Wallington, aranžmá Mulligan) – 3:07
8. „Boplicity“ (Cleo Henry, Davis, Evans, aranžmá Evans) – 2:59
9. „Rocker“ (Mulligan) – 3:03
10. „Israel“ (Johnny Carisi) – 2:15
11. „Rouge“ (Lewis) – 3:13
12. „Darn That Dream“ (Eddie DeLange, James Van Heusen, aranžmá Mulligan) – 3:26

### Původní 10" deska
Strana 1
1. „Jeru“ (Mulligan) – 3:09
2. „Moon Dreams“ (MacGregor, Mercer, aranžmá Evans) – 3:13
3. „Venus de Milo“ (Mulligan) – 3:05
4. „Deception“ (Davis, aranžmá Mulligan) – 2:42

Strana 2
1. „Godchild“ (Wallington, aranžmá Mulligan) – 3:02
2. „Rocker“ (Mulligan) – 2:59
3. „Israel“ (Carisi) – 2:12
4. „Rouge“ (Lewis) – 3:07

### Původní 12" deska
Strana 1
1. „Jeru“ (Mulligan) – 3:09
2. „Move“ (Best, aranžmá Lewis) – 2:29
3. „Godchild“ (Wallington, aranžmá Mulligan) – 3:02
4. „Budo“ (Davis, Powell, aranžmá Lewis) – 2:28
5. „Venus de Milo“ (Mulligan) – 3:05
6. „Rouge“ (Lewis) – 3:07

Strana 2
1. „Boplicity“ (Henry, Davis, Evans, aranžmá Evans) – 2:55
2. „Israel“ (Carisi) – 2:12
3. „Deception“ (Davis, aranžmá Mulligan) – 2:42
4. „Rocker“ (Mulligan) – 2:59
5. „Moon Dreams“ (MacGregor, Mercer, aranžmá Gil Evans) – 3:13
6. „Darn That Dream“ (Eddie DeLange, James Van Heusen, aranžmá Mulligan) – 3:20 (bonusová nahrávka na znovuvydání z roku 1971)

## Obsazení
- Miles Davis – trubka
- Kai Winding – pozoun
- Mike Zwerin – pozoun
- J. J. Johnson – pozoun
- Junior Collins – francouzský roh
- Sandy Siegelstein – francouzský roh
- Gunther Schuller – francouzský roh
- Bill Barber – tuba
- Lee Konitz – altsaxofon
- Gerry Mulligan – barytonsaxofon
- Al Haig – klavír
- John Lewis – klavír
- Joe Shulman – kontrabas
- Nelson Boyd – kontrabas
- Al McKibbon – kontrabas
- Max Roach – bicí
- Kenny Clarke – bicí
- Kenny Hagood – zpěv